# Guillaume Boni
Pour les articles homonymes, voir Boni et Bony (homonymie).
Guillaume Boni [Bony] est un compositeur français, né à Saint-Flour (Cantal), actif à Toulouse dans les années 1565-1585 et mort après 1598.

## Biographie
Il est né à Saint-Flour en Auvergne, où des Boni sont signalés aux XVe et XVIe siècles, sans que le musicien y ait jamais été clairement identifié. Eugénie Droz fait l’hypothèse qu’il aurait pu étudier à Toulouse au collège auvergnat de Saint-Nicolas de Pellegry ; en tout cas les pièces liminaires qui ornent ses éditions, tant de sa main que d’autres, témoignent qu’il a reçu une éducation solide et su développer des amitiés humanistes.
La préface latine des motets imprimés en 1573 révèle que Boni a été impliqué dans les processions et les réceptions ayant marqué l’entrée et le séjour à Toulouse de Charles IX et de Catherine de Médicis, du 31 janvier au 19 mars 1565. Il fait entendre au roi des motets de sa composition, une pièce à neuf voix et des sonnets de Pierre de Ronsard, toutes pièces que le jeune roi fait immédiatement copier tant elles lui plaisent. Boni était alors attaché à la cathédrale Saint-Étienne de Toulouse, du temps où le cardinal Georges d’Armagnac était archevêque de Toulouse.
En 1596, un Te Deum fut donné à la cathédrale Saint-Etienne pour le retour de la ville de Toulouse sous l’autorité de Henri IV, suivi d’un motet à quatorze voix chanté à l’église des Augustins. Kate van Orden a fait l’hypothèse que ce motet a pu être le Quaesumus omnipotens Deus de Boni, publié en 1582, parce que celui-ci était à l’époque le motet publié en France avec le plus de voix, et parce qu’il est dédié au roi Henri (originellement, Henri III).
Boni apparaît encore vers 1598-1599 pour avoir révisé un graduel romain imprimé à Bordeaux par Simon Millanges (d'où l'on peut supposer qu'il était toujours en poste dans l'église), après quoi l'on perd sa trace.
La carrière de Boni n'est pas précisément retracée ; il a certainement connu ou côtoyé Antoine de Bertrand, un compositeur d'origine auvergnate et établi à Toulouse comme lui, qui a aussi travaillé sur les poèmes de Ronsard. La dernière trace qu'on a de lui consiste en un sonnet de sa main, qui figure dans la réédition de 1594 de ses Sonetz de Ronsard.

## Réception
Le nombre important de rééditions de ses Sonetz atteste d'une célébrité certaine, malgré le faible nombre de sources manuscrites qui reprennent sa musique. Boni est encore cité comme un musicien digne d’éloges, aux côtés de Guillaume Costeley, dans la Galliade, poème de Guy Le Fèvre de La Boderie publié en 1578 et, la même année, dans les Nouvelles œuvres... de Jean-Édouard Du Monin, aux côtés de Claude Le Jeune, Roland de Lassus, Antoine de Bertrand et autres.

## Œuvres

### Liturgies
- Graduale Romanum integrum complectens cantum Gregorianum officii totius anni... a D. G. Bony... emendatum, Cui additus est cantum omnium Missarum Votivarum... - Bordeaux : Simon Millanges, 1599 (daté d'octobre 1598 à la fin). 472-156 p. Copenhague KB : Fjernmagasin 4, 62 00426. Édition inconnue de Desgraves 1971.

Sur la place de ce graduel dans l'édition liturgique post-tridentine, voir Karp 2005, passim. Voir dans Karp 2008 une comparaison de la révision de Boni avec d'autres sources du temps.

### Musique sacrée

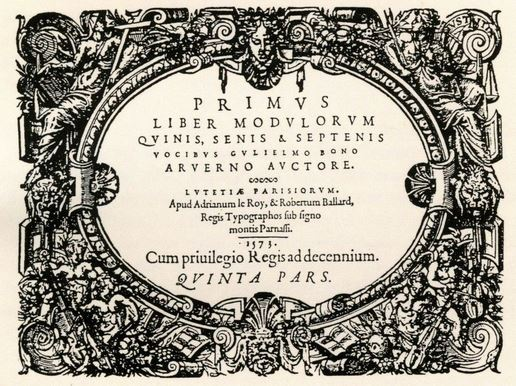
Page de titre des motets de Guillaume Boni (Paris : Le Roy et Ballard, 1573).

- Primus liber modulorum quinis, senis, & septenis vocibus. Gulielmo Bono arverno auctore. – Paris : Adrian Le Roy et Robert Ballard, 1573. 6 vol. 4° obl. Lesure 1955 n° 166, RISM B 3473.

Recueil de 24 motets de 5 à 7 voix, dédié au roi  Charles IX, avec une pièce néo-latine de Jean Dorat et une autre du courtier Hurault de Cheverny [Hurealdus]. Les motets sont ordonnés par ordre modal, usant à l’occasion de passages homophoniques qui contrastent avec le style imitatif, tandis que leurs textes suivent les thèmes de la pénitence, du carême et de la rédemption. Recueil édité par Jeanice Brooks (Tours : Centre de Musique Ancienne, 2000). Trois des motets sont réimprimés dans le Theatrum musicum Orlandi de Lassus aliorumque praestantissimorum musicorum selectissimas cantiones sacras, quatuor, quinque et plurium vocum. Liber primus [-secundus] (Genève : Jean Le Royer, 1580).
- Psalmi Davidici novis concentibus sex vocibus modulati cum oratione Regia 12 voc., contexta G. Boni. – Paris : Adrian Le Roy et Robert Ballard, 1582. 6 vol. 4° obl. Lesure 1955 n° 249, RISM B 3485.

Ce recueil contient 19 psaumes latins de la Vulgate divisés en deux parties et mis en musique à 6 voix, ainsi qu’une prière latine au roi à 12 voix. Il est dédié au roi Henri III, avec un poème néo-latin de Jean Dorat. Le style des psaumes est généralement plus simple et syllabique que celui des motets de 1573 ; il y a deux psaumes pour chacun des 8 modes ecclésiastiques, plus deux en mode de la et deux en mode de ré. Sur les pièces liminaires de Dorat, voir Petey-Girard 2007 p. 109.
Un motet de Boni provenant d'un des deux livres précédents se trouve dans le "Manuscrit Willmott-Braikenridge" de 1591 (une partie séparée à Oxford BL : MS Tenbury 1486, un autre en mains privées), ce qui montre que sa musique a dépassé les frontières. Sur ce manuscrit, voir Blezzard 1995.

### Musique spirituelle

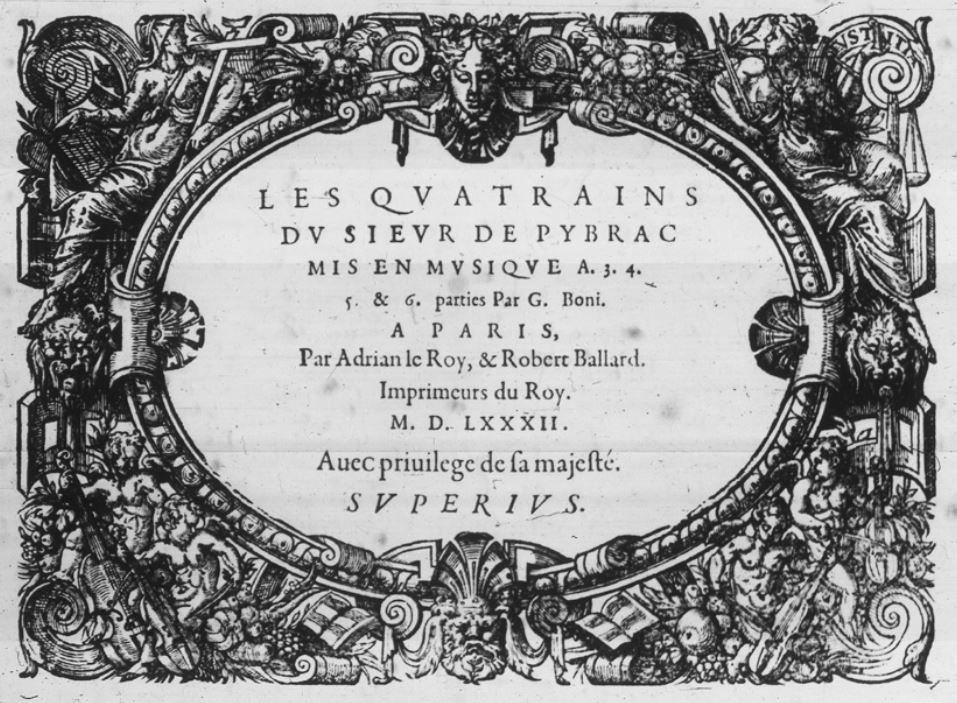
Page de titre des Quatrains de Pibrac mis en musique par Guillaume Boni (Paris : Le Roy et Ballard, 1582).

- Les Quatrains du sieur de Pybrac mis en musique à 3. 4. 5. et 6. parties par G. Boni. Paris : Adrian Le Roy et Robert Ballard, 1573. 4 vol. 4° obl. Lesure 1955 n° 2516, RISM B 3486. Edition réimprimée en 1583 (Lesure 1955 n° 259, RISM B 3487).

Ce recueil est dédié à François d’Anjou, frère du roi Henri III, peu après son entrée victorieuse à Anvers (19 février 1582). Il contient 126 des fameux quatrains moraux publiés par Guy Du Faur de Pibrac à partir de 1574, structuré en 21 groupes de 6 quatrains à 4, 4, 3, 3, 5 et 5 voix (à l’exception du dernier groupe qui propose 6 quatrains à 6 voix). La préface d’Adrian Le Roy précise qu’ils sont regroupés en “dix douzaines et six de reste” arrangés selon l’ordre des modes. Ils sont écrits dans un style très homophonique qui en favorise la compréhension. Sur l'œuvre, voir Colin 2006. Recueil édité par Marie-Alexis Colin (Tours : Centre de musique ancienne, 2000).
- Sonets chrestiens mis en musique à quatre parties... Premier [-Second] livre. – Genève : Jean Le Royer, 1578. 4 vol. 8° obl. RISM B 3484, Guillo 1991 Index 60. Il existe une émission datée 1589.

Cette édition ne contient aucune musique originale ; il s’agit seulement des contrafacta des Sonetz de P. de Ronsard publiés dès 1576, auxquels le pasteur genevois Simon Goulart a adapté des textes spirituels de sa main. Parue deux ans seulement après l’original, cette édition donne un indice de l’important succès des Sonetz.

### Musique profane
Avec ses pièces composées sur les poèmes de Ronsard, Boni s’inscrit dans une mouvance également illustrée par Pierre Cléreau (1566), Philippe de Monte (1575), Antoine de Bertrand (1576), Jean de Castro (1577) et Jean de Maletty (1578) notamment. 
- Sonets de P. de Ronsard, mis en musique à quatre parties, par Guillaume Boni, de S. Flour en Auvergne. Reveus & corrigés par Henry Chandor. – Paris : Nicolas Du Chemin, 1576. 4 vol. 4°obl., Lesure 1953 n° 100, manque au RISM. Dédicace au roi Henri III, partiellement reproduite dans Droz 1936 p. 275. Contient 35 pièces.

Il s’agit de la dernière édition musicale recensée chez Nicolas Du Chemin. Étant assez fautive, elle est rééditée la même année chez Le Roy et Ballard :
- Sonetz de P. de Ronsard, mis en musique à IIII. parties par G. Boni, de S. Flour en Auvergne. Premier livre. – Paris : Adrian Le Roy et Robert Ballard, 1576. 4 vol. 4° obl., Lesure 1955 n° 196, RISM B 3474. Contient deux sonnets liminaires de Jean Bert (publié dans Droz 1936 p. 277) et de Louis Du Pin, et un poème néo-latin de Jean Dorat.

Cette édition est réimprimée cinq fois en 1579, 1584, 1593, 1608 et 1624, cf. RISM B 3475 à 3479, Lesure 1955 n° 229, manque, 305, Guillo 2003 n° 1608-B et 1624-D.
- Sonetz de P. de Ronsard, mis en musique à IIII. parties par G. Boni, de S. Flour en Auvergne. Second livre. – Paris : Adrian Le Roy et Robert Ballard, 1576. 4 vol. 4° obl., Lesure 1955 n° 197, RISM B 3480. Contient 24 pièces (23 sonnets et une chanson), précédées de vers néo-latins de Jean Dorat.

Cette édition est réimprimée trois fois en 1579, 1584 et 1607, cf. RISM B 3481 à 3483, Lesure 1955 n° 197, manque, et Guillo 2003 n° 1607-A. À partir de 1594, l’édition comprend un sonnet liminaire de Boni, publié dans Droz 1936 p. 278, où s’il s’excuse de publier un ouvrage « que j’ay tracé durant mes tendres ans », alors qu’il sait bien « qu’il y a en ce temps / Plusieurs espris ayant l’art et l’usage / Pour mieux escrire à qui cest advantage / Est réservé comme les plus sçavans », allusion transparente à la musique mesurée alors mise à la mode par l’Académie de musique et de poésie de Jean-Antoine de Baïf et Claude Le Jeune.
Comme dans ses motets, Boni y use d’alternances libres entre imitation et homophonie, au service d’une musique toujours attentive à la bonne compréhension du texte. Les sonnets qu’il met en musique sont surtout ceux qui ne l’ont pas déjà été par d’autres musiciens et, quand ce n’est pas le cas, font montre d’une complète liberté par rapport aux modèles antérieurs. Deux pièces sont transcrites en tablature de luth dans le Manuscrit Thysius (en) (voir Smout 2009) :
- f. 198v-199r : "Las je ne veux a 4. Guillaume Boni"
- f. 203v-204r : "Que dis tu, que fais tu pensive tourterelle. a .4. J. Boni"

L’ensemble a été édité par Frank Dobbins : Sonetz de Pierre de Ronsard mis en musique à quatre parties par Guillaume Boni (Paris : Éditions Salabert, 1987).

## Discographie
- Les Amours de Pierre de Ronsard mis en musique par Guillaume Boni. Ensemble Per cantar e sonar, dir. Stéphane Caillat. Un disque 33 tours  Arion ARN38748, 1984, repris sur CD ARN55455, 1999.
- Guillaume Boni, Primus Liber Modulorum 1573. Ensemble Jacques Moderne, dir. Jean-Pierre Ouvrard. Un CD AD184, 1992.

## Anecdote
Il a donné son nom aux Chœurs Guillaume-Bony, dirigés de 1972 à 1992 par Jean Teixeira, organiste de la ville de Saint-Flour (Cantal), et à l'Ensemble Vocal Guillaume Boni, créé et dirigé depuis 2010 par Etienne Roullet, à Nantes.